# Allocapnia malverna
Allocapnia malverna är en bäcksländeart som beskrevs av Ross 1964. Allocapnia malverna ingår i släktet Allocapnia och familjen småbäcksländor. Inga underarter finns listade i Catalogue of Life.